# Ризен, Надин
Надин Ризен (нем. Nadine Riesen; род. 11 апреля 2000, Санкт-Галлен) — швейцарская футболистка, защитник немецкого клуба «Айнтрахт» и сборной Швейцарии.

## Карьера в клубе
Надин Ризен выросла в Нидертойфене. Начала играть в футбол в ФК «Бюлер» с 9 лет и выиграла два юношеских кубка (в 2014 и 2015 годах). В 2015 году перешла в «Санкт-Галлен» и сразу же попала в основной состав. Дебютировала в высшей швейцарской лиге 15 августа 2015 года в матче против «Ивердон-Спорт», вышла в стартовом составе и была заменена на 69-й минуте. В конце сезона команда вылетела в Национальную лигу B. В 2017 году «Санкт-Галлен» объединился с «Штаадом» и образовался новый клуб «Санкт-Галлен-Штаад». Надин продолжила выступления в новом коллективе.
В 2019 году Ризен перешла в «Янг Бойз», отыграла два сезона. В 2021 году была включена в команду сезона и в этом же году перешла в «Цюрих», с которым выиграла чемпионат кубок Швейцарии, приняла участие в отборочных матчах Лиги чемпионов.
С 2023 года Ризен игрок немецкого «Айнтрахт».

## Карьера в сборной
Ризен была игроком всех юношеских сборных Швейцарии. В 2018 году приняла участие в чемпионате Европы среди девушек до 19 лет. Сыграла во всех трёх матчах.
14 июня 2019 года, в возрасте 19 лет, дебютировала за взрослую сборную Швейцарии в международном матче против Сербии. Из-за травмы Эллы Туон была вызвана в сборную на чемпионат Европы 2022 года. Во второй игре против Швеции вышла на замену.
В июне 2025 года была заявлена в сборную Швейцарии для участия в чемпионате Европы. В первом же матче против Норвегии забила гол, который не помог её команде спасти игру.

## Достижения
- Чемпионка Швейцарии: 2021/22, 2022/23
- Обладательница Кубка Швейцарии: 2021/22